# Aulerques

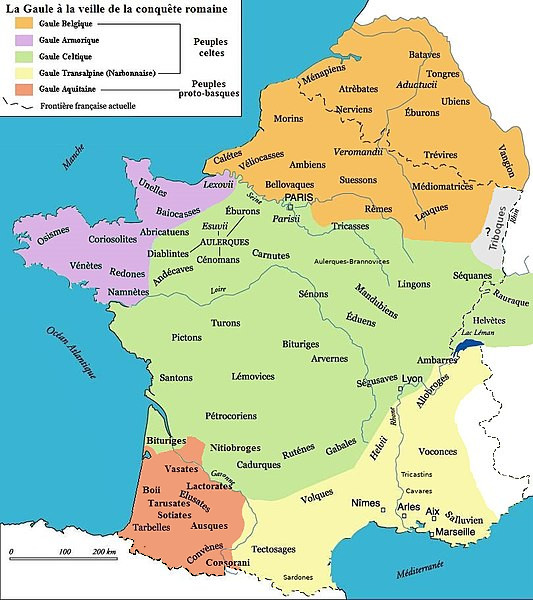
"Les Aulerques - latin Aulerci - sont un ensemble de quatre peuples gaulois". Cartes des Gaules au Ier siècle avant J.C.

Les Aulerques - latin Aulerci - sont un ensemble de quatre peuples gaulois, dont trois sont voisins, établis entre la rive gauche de la Seine et la Loire, et une partie dans la région du Pô.

## Étymologie
Le nom des Aulerci peut être basé sur un radical gaulois *lergo- « trace », lerc- se serait substitué à lerg-, postulé par le vieux breton lerg « suite, trace », breton lerc'h « trace », le cornique lergh, même sens, le vieil irlandais lorg « trace », lerg « sentier, route ». L'élément Au- représente certainement le préfixe au-, préfixe ablatif exprimant la séparation et l'éloignement, comparable aux préfixes vieil irlandais ó-, ua-, latin au-, etc., à moins qu'en celtique, il ne s'agisse d'une contraction de apo > au cf. grec apó. Le sens global d’Aulerci serait « ceux qui sont loin de leurs traces »,.

## Répartition et description
Ces quatre peuples (dont les trois derniers étaient membres de la fédération armoricaine) sont :
- les Aulerques Brannovices, clients des Éduens[5], dont le territoire se situait dans la vallée de l’Yonne ou la vallée de la Saône ;
- les Aulerques Cénomans, dans la province romaine de la Lyonnaise IIIe, à l'est (à peu près le Maine oriental, ou la Sarthe), avec pour chef-lieu Vindunum ou Cenomani (Le Mans). Au IVe siècle av. J.-C., une partie d'entre-eux s'établirent dans la plaine du Pô en Italie ;
- les Aulerques Diablintes[6], entre les Riedones à l'ouest et les Cénomans à l'est (à peu près le Maine occidental, ou la Mayenne), avec pour chef-lieu Noviodunum ou Diablintes (Jublains) ;
- les Aulerques Éburovices[7], dans la province romaine de la Lyonnaise IIe, entre les Véliocasses à l'est et les Lexovii à l'ouest (soit l'ancien diocèse d'Évreux), avec pour chef-lieu Mediolanum ou Eburovices (Évreux). Ce sont peut-être eux qui, sous la conduite de Camulogène, prennent part à la bataille de Lutèce, en -52.